# I Miss You (piosenka Miley Cyrus)
I Miss You – piosenka w wykonaniu Miley Cyrus, która została również przez nią napisana. Po raz pierwszy można było ją usłyszeć podczas pierwszego sezonu serialu Disney Channel Hannah Montana. Jest to drugi singiel z drugiej płyty z muzyką z serialu Hannah Montana 2: Meet Miley Cyrus.
Piosenka została napisana dla dziadka Miley Rona Cyrusa po tym, jak zmarł 28 lutego 2006 roku. W serialu jednak główna bohaterka Miley Stewart śpiewa piosenkę dla swojej zmarłej mamy po tym, jak dowiaduje się, że jej ojciec chodzi na randki.